# Tanaocerus rugosus
Tanaocerus rugosus är en insektsart som beskrevs av Morgan Hebard 1931. Tanaocerus rugosus ingår i släktet Tanaocerus och familjen Tanaoceridae. Inga underarter finns listade i Catalogue of Life.